# SVB Tweede Divisie 2022
La SVB Tweede Divisie 2022 fue la 65.ª edición de la SVB Tweede Divisie, el torneo de fútbol de segunda división de Surinam. La temporada comenzó el 17 de marzo de 2022 y terminó el 31 de julio del mismo año.

## Equipos participantes
- Flamingo
- Flora
- Groningen
- Inter Wanica II (N)
- Junior
- Kamal Dewaker
- Politie Voetbal Vereniging II (N)
- Slee Juniors

## Desarrollo

### Clasificación
| Pos. | Equipo                            | Pts. | PJ | G  | E | P | GF | GC | Dif. | Clasificación 2022                |
| ---- | --------------------------------- | ---- | -- | -- | - | - | -- | -- | ---- | --------------------------------- |
| 1    | Politie Voetbal Vereniging II (C) | 30   | 13 | 10 | 0 | 3 | 37 | 15 | +22  | Inelegible para ascender          |
| 2    | Flora (A)                         | 29   | 13 | 9  | 2 | 2 | 36 | 11 | +25  | Ascenso a SVB Eerste Divisie 2023 |
| 3    | Slee Juniors (A)                  | 26   | 13 | 7  | 5 | 1 | 29 | 18 | +11  | Ascenso a SVB Eerste Divisie 2023 |
| 4    | Junior                            | 16   | 13 | 4  | 4 | 5 | 19 | 23 | −4   |                                   |
| 5    | Inter Wanica II                   | 16   | 13 | 4  | 4 | 5 | 20 | 25 | −5   | Inelegible para ascender          |
| 6    | Flamingo                          | 12   | 13 | 3  | 3 | 7 | 11 | 21 | −10  |                                   |
| 7    | Kamal Dewaker                     | 8    | 13 | 2  | 2 | 9 | 19 | 35 | −16  |                                   |
| 8    | Groningen                         | 0    | 7  | 0  | 0 | 7 | 8  | 31 | −23  |                                   |

 Fuente: Soccerway